# Simone Giertz
Simone Luna Louise Söderlund Giertz, nota come Simone Giertz (jɛtʃ; Stoccolma, 1º novembre 1990), è un'inventrice, youtuber, maker,  appassionata di robotica e conduttrice televisiva svedese.

## Biografia
Giertz ha indicato il personaggio Disney cartoon character Archimede Pitagorico come uno dei suoi primi ispiratori.
All'età di 16 anni, Giertz trascorse un anno in Cina come studente di scambio. Soggiornò ad Hefei, dove imparò le basi della lingua cinese. Durante la sua permanenza in Cina ebbe anche una piccola parte in una sitcom cinese chiamata Huan Xi Long Xia Dang (欢喜龙虾档, Il ristorante dell'aragosta felice), dove interpretava Catherine, una ragazza canadese che sposò un cinese.
Ha poi studiato fisica ingegneristica all'università, abbandonando però l'università dopo un anno.
Ha iniziato a creare invenzioni definite da lei stessa "inutili" dopo aver studiato alla Hyper Island di Stoccolma, dove fu ispirata dalla locale comunità di open-source hardware.
Gli interessi di Simone Giertz per l'elettronica iniziano nel 2013; costruì un casco con spazzolino da denti per una puntata pilota di un programma di elettronica per bambini, che non andò mai in onda ma che fu caricata su YouTube, iniziando così la sua carriera di Youtuber.
Giertz si autodefinisce "la regina dei robot di merda" e gestisce oggi un canale YouTube nel quale usa il suo humor per mostrare i suoi robot meccanici creati per automatizzare i lavori di tutti i giorni; pur funzionando dal punto di vista puramente meccanico, essi si dimostrano privi di utilità pratica, risultando molto divertenti. Le invenzioni di Simone Giertz includono una sveglia che schiaffeggia l'utilizzatore, un applicatore di rossetto e una macchina per fare lo shampoo. Quando costruisce i suoi robot, Giertz non mira a creare qualcosa di utile, ma a proporre soluzioni eccessive a situazioni potenzialmente automatizzabili
Nel 2016 Giertz è entrata in Tested.com come collaboratrice del primo progetto di Adam Savage, Il casco per mangiare pop-corn.
Nel 2017 ha partecipato alla trasmissione televisiva Manick con Nisse Hallberg sul canale svedese TV6. La trama di base dello show è che i padroni di casa inventano soluzioni creative divertenti per i problemi quotidiani.
Nel 2019 ha progettato la costruzione di un pick-up sfruttando una Tesla Model 3, pubblicando successivamente il video della costruzione su YouTube, raggiungendo più di 10 milioni di visualizzazioni.

## Famiglia e vita privata
Da Luglio 2016, Giertz vive a San Francisco.
Il cognome della famiglia Giertz è di Lingua basso-tedesca. Simone è figlia di Caroline Giertz, scrittrice di romanzi e conduttrice televisiva, che lei descrive come una "acchiappa-fantasmi" per il suo lavoro nel campo del programma Reality Paranormale Det Okända. Simone Giertz è una discendente di Lars Magnus Ericsson, fondatore di Ericsson. Il teologo e vescovo luterano Bo Giertz è stato un suo pro-prozio..
Per un breve periodo ha studiato fisica presso l'Istituto reale di tecnologia di Stoccolma.
Il 30 aprile 2018 Simone Giertz ha annunciato via YouTube che le era stato diagnosticato un tumore benigno al cervello. Il 30 maggio 2018 è stata operata per l'asportazione del tumore. Il 18 gennaio 2019 ha annunciato che il tumore si era riformato.